# Кончело II (Перуђа)
Кончело II је насеље у Италији у округу Перуђа, региону Умбрија.
Према процени из 2011. у насељу је живело 23 становника. Насеље се налази на надморској висини од 336 м.